# RuPaul's Drag Race All Stars

RuPaul in una scena del trailer della terza edizione di RuPaul's Drag Race All Stars

RuPaul's Drag Race All Stars, conosciuto in Italia anche come America's Next Drag Queen All Stars, è un programma televisivo statunitense, in onda sul canale Logo TV nel 2012 per poi spostarsi prima su VH1 dal 2016 al 2020 ed infine sulla piattaforma streaming Paramount+ dal 2021. Mentre in Italia è stato trasmesso sul canale Fox Life unicamente la prima edizione, mentre a partire dalla quarta fino alla sesta, lo show è stato trasmesso sulla piattaforma streaming Netflix.
Il programma è uno degli spin-off del programma RuPaul's Drag Race ed è presentato da RuPaul. In questa versione alcune delle concorrenti che hanno preso parte in una delle passate edizioni di RuPaul's Drag Race prendono parte ad una nuova competizione per poter entrare nella Drag Race Hall of Fame. Come nella normale edizione, le concorrenti devono mostrare le loro doti di intrattenitrici in varie prove, venendo giudicate per le loro performance da vari giudici; tra questi troviamo giudici fissi (lo stesso Rupaul, Michelle Visage) e giudici ospiti, che variano di settimana in settimana. Al termine dell'episodio una concorrente viene eliminata; alla fine, tra le ultime rimaste, verrà incoronata la vincitrice ed avrà diritto ad essere inserita nella Drag Race Hall of Fame, ricevendo una serie di premi, diversi a seconda della serie. Altri premi, differenti di puntata in puntata, vengono invece assegnati durante le varie sfide.
A differenza della normale edizione del programma, in questa non viene eletta Miss Simpatia.

## Format

### Puntate
Ogni puntata si divide, generalmente, in tre fasi:
- La mini sfida: in ogni mini sfida alle concorrenti viene chiesto di svolgere una sfida con caratteristiche e tempi differenti. Alcune mini sfide si ripetono in ogni edizione. Come, ad esempio, "leggersi" a vicenda (ovvero dire qualcosa di cattivo ad un'altra persona ma facendolo in modo scherzoso). La vincitrice delle mini sfide di solito riceverà un premio, un vantaggio per la sfida principale o potrà decidere la composizione delle squadre.
- La sfida principale: in ogni sfida principale alle concorrenti viene chiesto di cimentarsi in una sfida. La vincitrice della sfida riceve un premio, che consiste in vestiti, gioielli, cosmetici, denaro o altro ancora. Alla sfida principale segue una sfilata a tema differente per ciascun episodio.
- L'eliminazione: tutte le concorrenti vengono chiamate davanti ai giudici. La prima edizione vede le concorrenti divise in coppie. In ogni episodio una coppia era dichiarata vincitrice e due coppie venivano dichiarate le peggiori. I due gruppi peggiori sceglievano ognuno un membro che si sarebbe esibito nei playback chiamati “Lip-Sync For Your Lives”. La vincitrice del playback sarebbe rimasta nella competizione insieme alla partner, mentre l’altra sarebbe stata eliminata insieme alla propria partner. A partire dalla seconda edizione del programma è stato annunciato un cambio di format: non sarebbero state più le due concorrenti peggiori ad esibirsi in playback per salvarsi dall'eliminazione, ma sarebbero state le due concorrenti migliori a doversi esibire nei playback chiamati "Lipsync For Your Legacy". La vincitrice riceve un premio di 10.000 dollari e la possibilità di decidere quale concorrente eliminare fra le peggiori della puntata. La quinta edizione del programma vede un nuovo cambio di format; infatti ad ogni puntata verrà decretata solo la concorrente migliore della puntata, che si scontrerà con una "Lip-Sync Assassin" dello show, ovvero un’ex concorrente ricordata nella storia del programma per le proprie esibizioni e coreografie durante i playback. In caso di vittoria della concorrente in gara, oltre a 10.000 dollari, questa avrebbe ricevuto il potere di eliminare una delle concorrenti che è andata peggio nella sfida. Altrimenti in caso di sconfitta contro la "Lip-Sync Assassin", sarebbero state tutte le concorrenti tramite votazione a decidere chi eliminare, e i 10.000 dollari sarebbero stati sommati per il playback successivo.[3]

### Giudici ospiti
Ogni edizione di RuPaul's Drag Race All Stars prevede dei giudici fissi e dei giudici ospiti che variano di settimana in settimana. I giudici danno la loro opinione sui vari concorrenti, esprimendo le loro opinioni circa ciò che accade sul palcoscenico principale. Tra i giudici ospiti comparsi nel corso delle edizioni troviamo: Janice Dickinson, Beth Ditto, Rachel Dratch, Elvira, Padrona dell'Oscurità, Vicki Lawrence, Wendi McLendon-Covey, Rosie Perez, Raven-Symoné, Graham Norton, Nicole Scherzinger, Vanessa Williams, Adam Lambert, Jeffrey Bowyer-Chapman, Vanessa Hudgens, Tituss Burgess, Kristin Chenoweth, Shay Mitchell, Chris Colfer, Constance Zimmer, Emma Bunton, Garcelle Beauvais, Nicole Byer.

### Giudici fissi
| Giudice         | Edizioni | Edizioni | Edizioni | Edizioni | Edizioni | Edizioni | Edizioni | Edizioni | Edizioni | Edizioni |
| Giudice         | 1        | 2        | 3        | 4        | 5        | 6        | 7        | 8        | 9        | 10       |
| --------------- | -------- | -------- | -------- | -------- | -------- | -------- | -------- | -------- | -------- | -------- |
| RuPaul          | Fisso    | Fisso    | Fisso    | Fisso    | Fisso    | Fisso    | Fisso    | Fisso    | Fisso    | Fisso    |
| Michelle Visage | Fisso    | Fisso    | Fisso    | Fisso    | Fisso    | Fisso    | Fisso    | Fisso    | Fisso    | Fisso    |
| Santino Rice    | Fisso    |          |          |          |          |          |          |          |          |          |
| Carson Kressley |          | Fisso    | Fisso    | Fisso    | Fisso    | Fisso    | Fisso    | Fisso    | Fisso    | Fisso    |
| Todrick Hall    |          | Fisso    | Ospite   | Ospite   | Ospite   |          |          |          |          |          |
| Ross Mathews    | Ospite   | Ospite   | Fisso    | Fisso    | Fisso    | Fisso    | Fisso    | Fisso    | Fisso    | Fisso    |
| Ts Madison      |          |          |          |          |          |          |          | Fisso    | Fisso    | Fisso    |
| Law Roach       |          |          |          |          |          |          |          |          |          | Fisso    |

- RuPaul (edizione 1-in corso), oltre ad essere mentore per i concorrenti, RuPaul è anche uno dei giudici. Alla fine di ogni puntata è lui a decidere quale dei due concorrenti peggiori rimane e chi invece deve lasciare la competizione, salvo che per la seconda edizione, in cui RuPaul non decide quale concorrente eliminare
- Michelle Visage (edizione 1-in corso), conduttrice radiofonica e cantante, viene confermata anche come giudice di All Stars fin dalla prima edizione.
- Carson Kressley (edizione 2-in corso), esperto di moda americano, entra nel cast del programma a partire dalla settima edizione di RuPaul's Drag Race e viene confermato anche come giudice per la seconda edizione di RuPaul's Drag Race All Stars.[4]
- Ross Mathews (edizione 3-in corso), conosciuto per le sue apparenze in molti programmi, fu invitato ad essere un giudice ospite nella quarta edizione di RuPaul's Drag Race, ma entra a far parte del cast del programma a partire dalla settima edizione e viene confermato anche come giudice fisso per la terza edizione di RuPaul's Drag Race All Stars.
- Ts Madison (edizione 8-in corso), personaggio televisivo ed attrice, fu invitata ad essere un giudice ospite nella tredicesima e quattordicesima edizione di RuPaul's Drag Race,  ma entra a far parte del cast del programma a partire dalla quindicesima edizione e viene confermata anche come giudice fisso anche per l'ottava edizione di RuPaul's Drag Race All Stars.[5]
- Law Roach (edizione 10-in corso), personaggio televisivo ed ex stilista, fu invitata ad essere un giudice ospite nella sedicesima edizione di RuPaul's Drag Race, per poi entrare a far parte del cast del programma a partire dalla diciassettesima edizione, venendo confermato inoltr anche come giudice fisso anche per l'decima edizione di RuPaul's Drag Race All Stars.[6]

### Ex Giudici fissi
- Santino Rice (edizione 1), stilista noto per aver preso parte come concorrente al programma Project Runway, è stato uno dei giudici di RuPaul's Drag Race fino alla sesta edizione ed è stato giudice per la prima edizione di questo spin off. Ha lasciato il programma per prendere parte ad un'edizione All Stars di Project Runway e per seguire ulteriori progetti.[7]
- Todrick Hall (edizione 2), cantante e noto volto di YouTube, entra nella seconda edizione di All Stars. È stato giudice ospite nelle edizioni successive.

### Untucked
Come accade per RuPaul's Drag Race anche la prima stagione di RuPaul's Drag Race All Stars ha avuto una stagione parallela di Untucked, nel quale vengono mostrate scene inedite della competizione e il backstage del programma. La prima edizione Untucked veniva registrata in due sale, chiamate rispettivamente Interior Illusions Lounge e il Gold Bar, sponsorizzate da Absolut Vodka, Interior Illusions Inc. e da FormDecor.
Dalla seconda alla quarta stagione Untucked non è andato in onda. Il programma è ripreso dalla quinta stagione di All Stars.

### Whatcha Packin'
Whatcha Packin' è una serie web iniziata con la sesta stagione di RuPaul's Drag Race. La serie viene registrata anche per RuPaul's Drag Race All Stars. La serie vede Michelle Visage, una dei giudici del programma, intervistare i concorrenti eliminati e facendo mostra alcuni dei look che non sono stati in grado di mostrare durante la competizione.

### The Pit Stop
Come accade per RuPaul's Drag Race anche ogni puntata di RuPaul's Drag Race All Stars viene seguita da una puntata della serie web The Pit Stop. Lo show prevede un conduttore e un ospite (in genere entrambi ex concorrenti del programma) che parlano della puntata andata in onda. I conduttori di questa serie web sono stati:
| Giudice            | Edizioni | Edizioni | Edizioni | Edizioni | Edizioni | Edizioni | Edizioni | Edizioni | Edizioni |
| Giudice            | 2        | 3        | 4        | 5        | 6        | 7        | 8        | 9        | 10       |
| ------------------ | -------- | -------- | -------- | -------- | -------- | -------- | -------- | -------- | -------- |
| Raja               |          |          |          |          |          |          |          |          |          |
| Alaska             |          |          |          |          |          |          |          |          |          |
| Trixie Mattel      |          |          |          |          |          |          |          |          |          |
| Bob the Drag Queen |          |          |          |          |          |          |          |          |          |
| Bianca Del Rio     |          |          |          |          |          |          |          |          |          |
| Monét X Change     |          |          |          |          |          |          |          |          |          |

### Premi
Anche in questa versione del programma, il vincitore riceve dei premi. I premi vinti in ogni edizione sono stati:
1ª edizione
- 100000 $
- Una fornitura a vita di cosmetici della MAC Cosmetics
- Una vacanza fornita da ALandCHUCK.travel
- Una corona di Fierce Drag Jewels

2ª edizione
- 100000 $
- Una fornitura di cosmetici per un anno della Anastasia Beverly Hills Cosmetics
- Una corona con scettro di Fierce Drag Jewels

3ª edizione
- 100000 $
- Una fornitura di cosmetici per un anno della Anastasia Beverly Hills Cosmetics
- Una corona con scettro di Fierce Drag Jewels

4ª edizione
- 100000 $
- Una fornitura di cosmetici per un anno della Anastasia Beverly Hills Cosmetics
- Una corona con scettro di Fierce Drag Jewels

5ª edizione
- 100000 $
- Una fornitura di cosmetici per un anno della Anastasia Beverly Hills Cosmetics
- Una corona con scettro di Fierce Drag Jewels

6ª edizione
- 100000 $
- Una fornitura di cosmetici per un anno della Anastasia Beverly Hills Cosmetics
- Una corona con scettro di Fierce Drag Jewels

7ª edizione
- 200000 $
- Una corona con scettro di Fierce Drag Jewels
- Titolo di Queen of All Queens

8ª edizione
- 200000 $
- Una fornitura di cosmetici per un anno della Anastasia Beverly Hills Cosmetics
- Una corona con scettro di Fierce Drag Jewels

9ª edizione
- 200000 $ da devolvere ad un'organizzazione benefica a loro scelta
- Una fornitura di cosmetici per un anno della Anastasia Beverly Hills Cosmetics
- Una corona con scettro di Fierce Drag Jewels

10ª edizione
- 200000 $
- Una fornitura di cosmetici per un anno della Anastasia Beverly Hills Cosmetics
- Una corona con scettro di Fierce Drag Jewels

## Edizioni
| Stagione | Concorrenti | Episodi | Prima TV USA | Prima TV Italia | Vincitrice                      |
| -------- | ----------- | ------- | ------------ | --------------- | ------------------------------- |
| 1ª       | 12          | 6       | 2012         | 2013            | Chad Michaels                   |
| 2ª       | 10          | 9       | 2016         | inedita         | Alaska                          |
| 3ª       | 10          | 8       | 2018         | inedita         | Trixie Mattel                   |
| 4ª       | 10          | 10      | 2018         | 2018            | Monét X Change Trinity The Tuck |
| 5ª       | 10          | 8       | 2020         | 2020            | Shea Couleé                     |
| 6ª       | 13          | 12      | 2021         | 2021            | Kylie Sonique Love              |
| 7ª       | 8           | 12      | 2022         | inedita         | Jinkx Monsoon                   |
| 8ª       | 12          | 12      | 2023         | inedita         | Jimbo                           |
| 9ª       | 8           | 12      | 2024         | inedita         | Angeria Paris VanMicheals       |
| 10ª      | 18          | 12      | 2025         | inedita         | Ginger Minj                     |

### Prima edizione

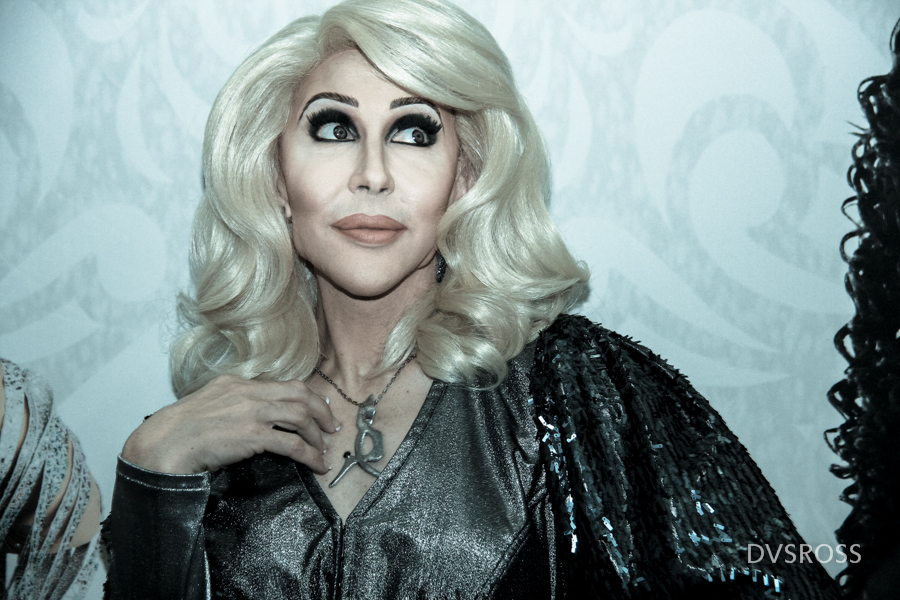
La vincitrice della prima edizione, Chad Micheals

La prima edizione di RuPaul's Drag Race All Stars è andata in onda negli Stati Uniti a partire dal 22 ottobre 2012 sulla rete televisiva Logo TV, in Italia è andata in onda nel 2013. Il cast venne annunciato il 6 agosto 2012. Dodici drag queen, provenienti da una delle prime quattro edizioni del programma, si sfidano per entrare nella Drag Race Hall of Fame. Le concorrenti sono state: Alexis Mateo, Chad Michaels, Jujubee, Latrice Royale, Manila Luzon, Mimi Imfurst, Nina Flowers, Pandora Boxx, Raven, Shannel, Tammie Brown e Yara Sofia. La colonna sonora utilizzata durante la sfida principale fu Sexy Drag Queen mentre per i titoli di coda venne utilizzata Responsitrannity entrambe in versione remix ed entrambe inserite nell'album Glamazon di RuPaul.
Durante la prima puntata vennero spiegate le regole valide per questa edizione: le concorrenti sarebbero stati divisi in coppie, fino alle ultime due puntate, dove ogni concorrente sarebbe stato giudicato singolarmente. La scelta dei componenti delle singole squadre viene decisa casualmente dalla stesse concorrenti tramite un gioco subito dopo l'ingresso dei concorrenti nella prima puntata. Nel caso in cui la squadra fosse finita tra le ultime, i membri della singola squadra avrebbero deciso chi dei due concorrenti si sarebbe esibito in playback. In caso di difficoltà, l'altro componente della squadra sarebbe potuto intervenire e sostituire il partner. Nel caso di sconfitta entrambe le concorrenti sarebbero state eliminate dalla competizione.
RuPaul dedicò la prima puntata dello show a Sahara Davenport, concorrente nella seconda edizione di RuPaul's Drag Race scomparsa pochi mesi prima a causa di un attacco cardiaco.

Chad Michaels, vincitrice di questa prima edizione ricevette come premio 100000 $, una fornitura a vita di cosmetici della M.A.C Cosmetics, una vacanza fornita da ALandCHUCK.travel e una corona di Fierce Drag Jewels.

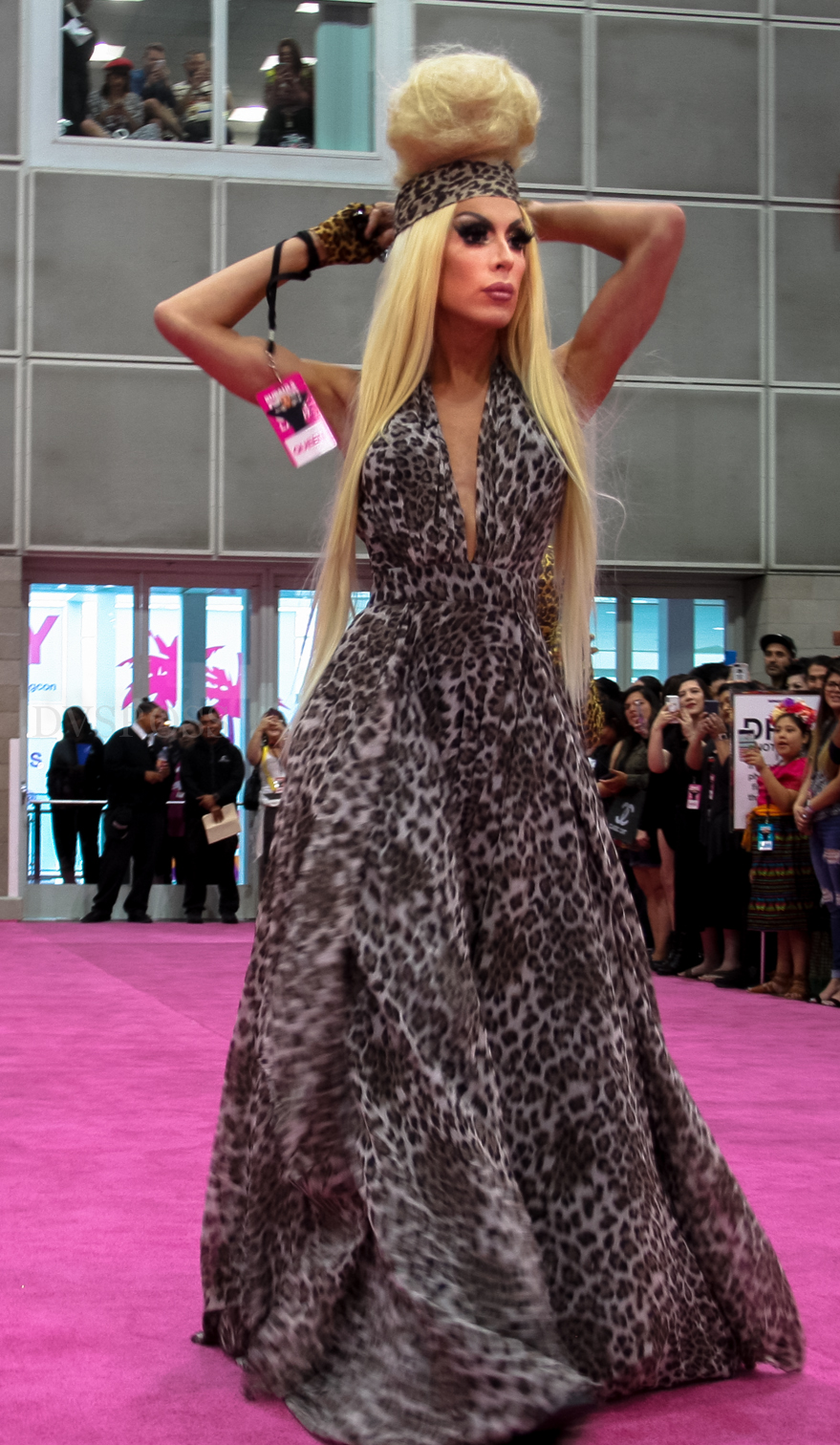
La vincitrice della seconda edizione, Alaska

### Seconda edizione
La seconda edizione di RuPaul's Drag Race All Stars è andata in onda negli Stati Uniti a partire dal 25 agosto 2016 sulla rete televisiva Logo TV. Nel 2015 è stata annunciata questa seconda edizione di All Stars che è stata registrata subito dopo la messa in onda dell'ottava edizione di RuPaul's Drag Race. A questa seconda edizione hanno preso parte: Adore Delano, Alaska, Alyssa Edwards, Coco Montrese, Detox Icunt, Ginger Minj, Katya Zamolodchikova, Phi Phi O'Hara, Roxxxy Andrews e Tatianna.
Durante la promozione dell'edizione, venne annunciato un cambio di format: non sarebbero state le due concorrenti peggiori ad esibirsi in playback per salvarsi dall'eliminazione, ma le due concorrenti migliori a doversi esibire. Il vincitrice riceveva un premio di 10000 $ e la possibilità di decidere quale concorrente tra i peggiori eliminare dalla competizione. Altro cambiamento annunciato è stato il cambio di uno dei giudici, infatti Ross Mathews non ha preso parte come uno giudici fissi del programma (prendendo però parte ad alcune puntate come giudice ospite) ed è stato sostituito da Todrick Hall. Sono rimasti invece invariati gli altri giudici: Michelle Visage e Carson Kressley.
Alaska, vincitrice della seconda edizione ricevette come premio 100000 $, una fornitura di un anno cosmetici della Anastasia Beverly Hills Cosmetics e una corona di Fierce Drag Jewels.

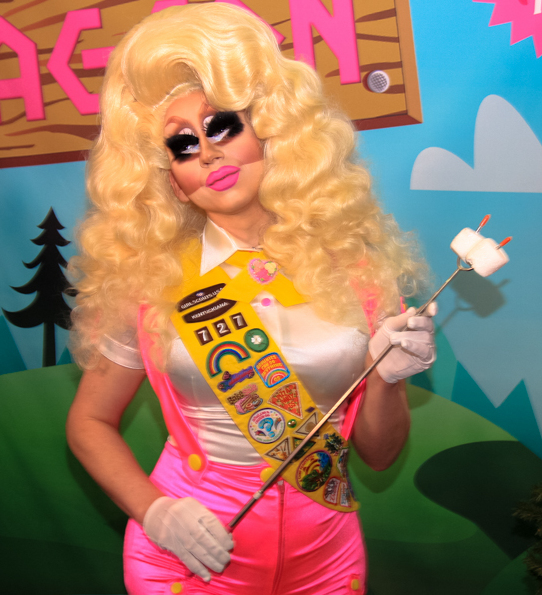
La vincitrice della terza edizione, Trixie Mattel

### Terza edizione
Il 14 dicembre 2017, RuPaul annunciò che la terza stagione sarebbe uscita il 25 gennaio 2018.
Il 13 ottobre 2017 è stato annunciato uno speciale di un'ora, RuPaul’s Drag Race All Stars: Exclusive Queen RuVeal, che sarebbe uscito il 20 ottobre 2017, che annunciava le concorrenti che avrebbero preso parte alla nuova stagione. Le concorrenti che hanno partecipato sono: Aja, BenDeLaCrème, Chi Chi Devayne, Kennedy Davenport, Milk, Morgan McMichaels, Shangela Laquifa Wadley, Thorgy Thor e Trixie Mattel, e l'inaspettata 10º concorrente, BeBe Zahara Benet, prima vincitrice a competere in un'edizione All Stars.
In quest'edizione le concorrenti migliori, come nell'edizione precedente, si esibiranno nei "Lipsync For Your Legacy" e la vincitrice dovrà decidere chi eliminare delle queen che sono a rischio eliminazione. In quest'edizione venne annunciato che Ross Mathews diventa uno dei giudici fissi, mentre Todrick Hall, che era un giudice dell'edizione precedente, prese parte come giudice speciale, ma solo per un episodio. Rimasero invariati Michelle Visage e Carson Kressley.

Trixie Mattel, vincitrice della terza edizione ha ricevuto come premio 100000 $, una fornitura di un anno cosmetici della Anastasia Beverly Hills Cosmetics e una corona di Fierce Drag Jewels.

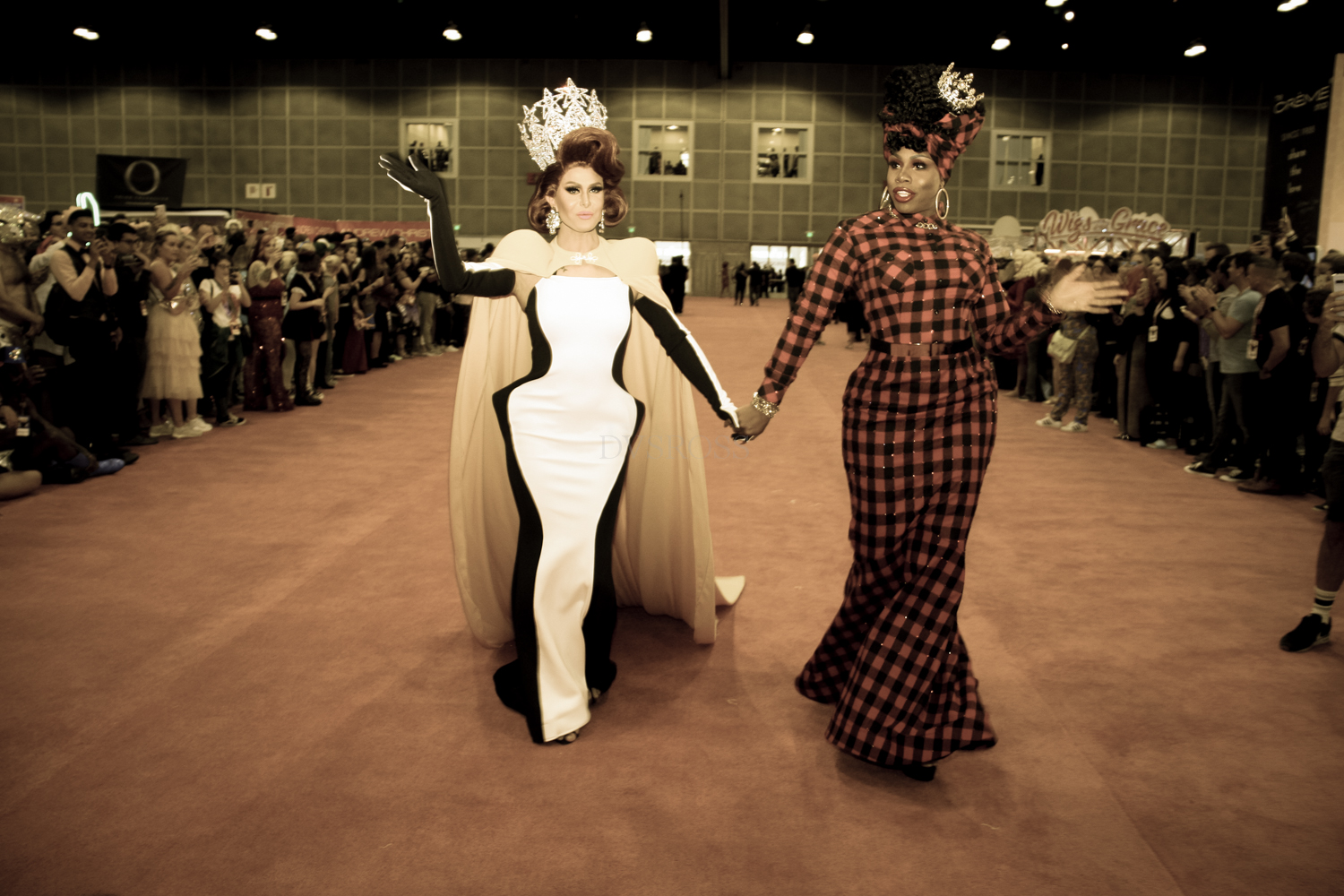
Le vincitrici della quarta edizione, Trinity the Tuck e Monét X Change

### Quarta edizione
Il 7 novembre 2018, RuPaul annunciò che il giorno 9 novembre, tramite una live su Facebook, sarebbe stato annunciato il cast della nuova stagione, e che la stagione sarebbe uscita il 14 dicembre 2018.
Le concorrenti che hanno partecipato sono: Farrah Moan, Gia Gunn, Jasmine Masters, Latrice Royale, Manila Luzon, Monét X Change, Monique Heart, Naomi Smalls, Trinity The Tuck e Valentina. Questa è la prima edizione in cui due concorrenti che hanno inizialmente partecipato ad una precedente edizione di All Stars, ritornino per gareggiare in un'altra edizione del programma.

Monét X Change e Trinity The Tuck, vincitrici della quarta edizione, ricevettero come premio 100000 $, una fornitura di un anno cosmetici della Anastasia Beverly Hills Cosmetics e una corona con scettro di Fierce Drag Jewels. Per la prima volta nella storia del programma vengono dichiarate vincitrici due concorrenti.

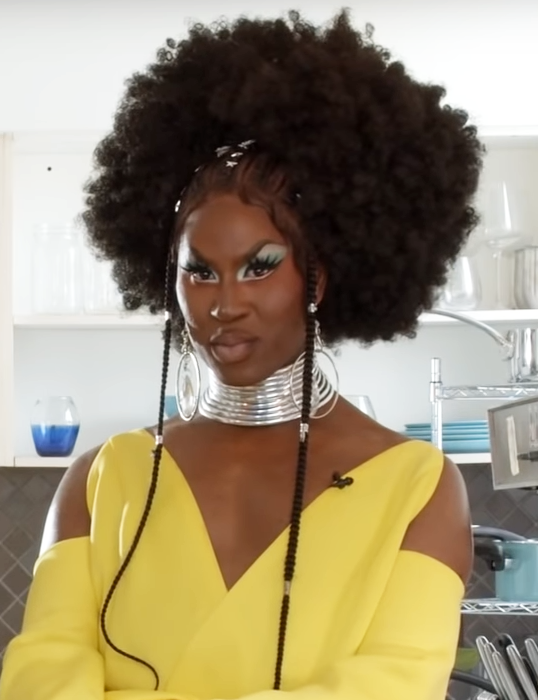
La vincitrice della quinta edizione, Shea Couleé

### Quinta edizione
Il 19 agosto 2019 è stato annunciato che RuPaul's Drag Race All Stars è stato rinnovato per la quinta edizione.
L'8 maggio 2020, è andato in onda sul canale ufficiale YouTube dello show dove è stato annunciato il cast della nuova stagione, e che la stagione sarebbe uscita il 5 giugno 2020.
Durante la promozione dell'edizione, venne annunciato un cambio di format: non sarebbero state più le due concorrenti migliori ad esibirsi in playback per ricevere il potere di eliminare uno delle concorrenti. Infatti ad ogni puntata verrà decretata solo la concorrente migliore della puntata, che si scontrerà con una ex "Lip-Sync Assassin" dello show, ovvero concorrenti ricordate nella storia per le loro esibizioni e coreografie durante i playback. In caso di vittoria della concorrente in gara, oltre a 10000 $, riceve il potere di eliminare una delle concorrenti che è andato peggio nella sfida. Altrimenti in caso di sconfitta contro la "Lip-Sync Assassin", saranno tutte le concorrenti tramite votazione a decidere chi eliminare, e i 10000 $ saranno sommati per il playback successivo.
Le concorrenti che hanno partecipato sono: Alexis Mateo, Blair St. Clair, Derrick Barry, India Ferrah, Jujubee, Mariah Balenciaga, Mayhem Miller, Miz Craker, Ongina e Shea Couleé. Anche in questa edizione, come nella precedente, due concorrenti che hanno inizialmente partecipato ad una precedente edizione di All Stars, tornano a gareggiare in un'altra edizione del programma.

Shea Couleé, vincitrice della quinta edizione ha ricevuto come premio 100000 $, una fornitura di un anno cosmetici della Anastasia Beverly Hills Cosmetics e una corona di Fierce Drag Jewels.

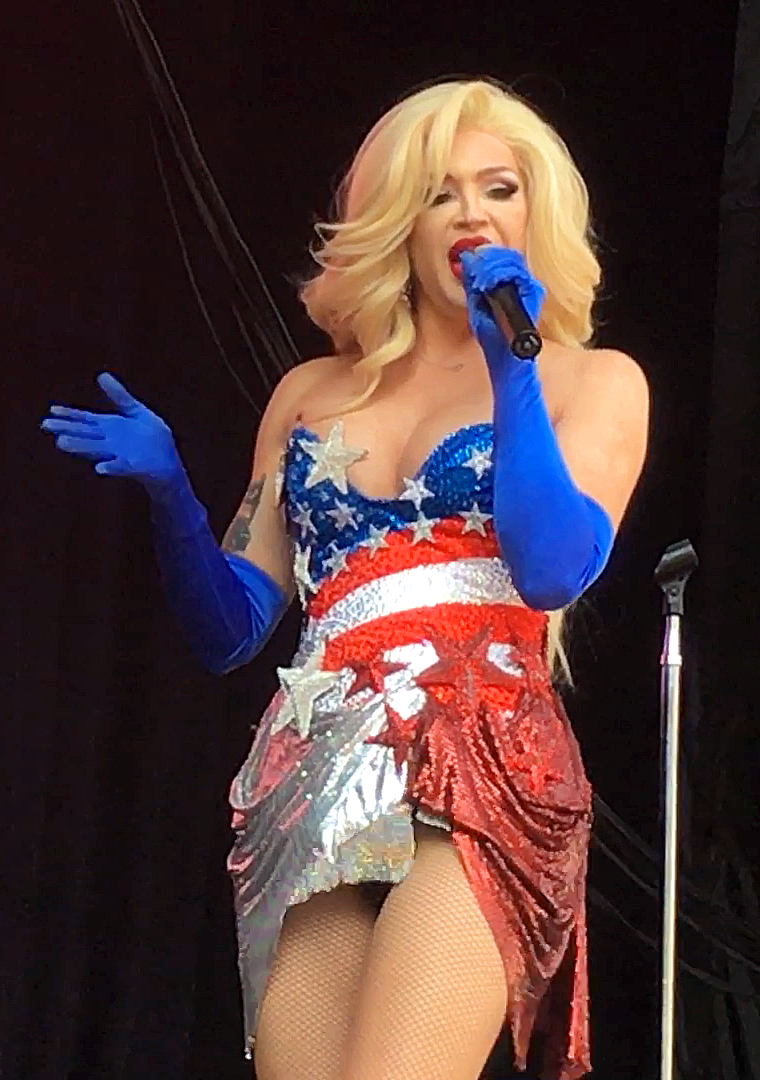
La vincitrice della sesta edizione, Kylie Sonique Love

### Sesta edizione
Il 20 agosto 2020 è stato annunciato che RuPaul's Drag Race All Stars è stato rinnovato per la sesta edizione. Inoltre è stato annunciato che la stagione sarebbe andata in onda su Paramount+.
Il 26 maggio 2021 è andato in onda sul canale ufficiale YouTube dello show dove è stato annunciato il cast della nuova stagione, e che la stagione sarebbe uscita il 24 giugno 2021.
Le concorrenti che hanno preso parte alla competizione sono state: A'Keria C. Davenport, Eureka!, Ginger Minj, Jan, Jiggly Caliente, Kylie Sonique Love, Pandora Boxx, Ra'Jah O'Hara, Scarlet Envy, Serena ChaCha, Silky Nutmeg Ganache, Trinity K. Bonet e Yara Sofia.

Kylie Sonique Love, vincitrice della sesta edizione ha ricevuto come premio 100000 $, una fornitura di un anno cosmetici della Anastasia Beverly Hills Cosmetics e una corona di Fierce Drag Jewels.

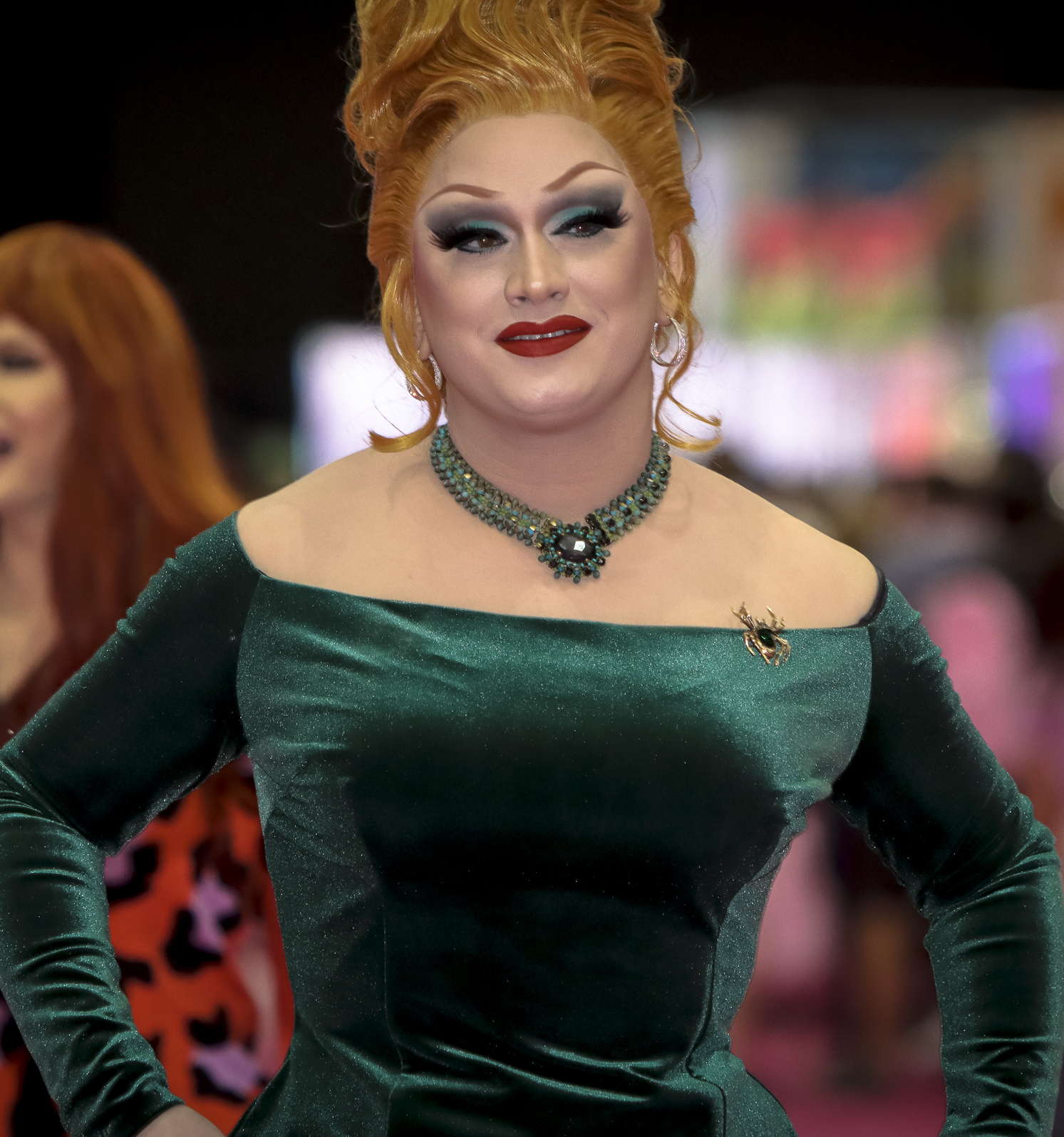
La vincitrice della settima edizione, Jinkx Monsoon

### Settima edizione
Il 15 febbraio 2022 è stato annunciato che RuPaul's Drag Race All Stars sarebbe stato rinnovato per la settima edizione.
Il successivo 13 aprile è andato in onda sul canale ufficiale YouTube dello show l'annuncio del cast della nuova edizione, con la messa in onda pianificata per il 20 maggio 2022.
A differenza delle edizioni precedenti, questa è la prima ad avere un cast composto interamente da vincitrici di edizioni passate e la prima a non prevedere eliminazioni ma una specie di campionato in cui ogni settimana le due migliori ricevono un punto e competono nei "Lip Sync for the Legacy", dove la vincitrice avrà la possibilità di bloccare un'altra concorrente dal ricevere punti la settimana seguente. Nell'ultima puntata le quattro concorrenti con il punteggio più alto gareggeranno in un "Lipsynch Smackdown" per determinare la vincitrice dell'edizione.
Le concorrenti che hanno preso parte alla competizione sono: Jaida Essence Hall, Jinkx Monsoon, Monét X Change, Raja, Shea Couleé, Trinity The Tuck e Yvie Oddly. Ad esse si aggiunge The Vivienne, vincitrice della prima edizione di RuPaul's Drag Race UK, diventando la prima concorrente internazionale a prendere parte ad un'edizione All Stars negli Stati Uniti.

Jinkx Monsoon, vincitrice della settima edizione ha ricevuto come premio 200000 $ e il titolo di Queen of All Queens. Inoltre Raja, la "vincitrice morale" dell'edizione ha ricevuto come premio 50000 $ e il titolo Queen of She Done Already Done Had Herses.

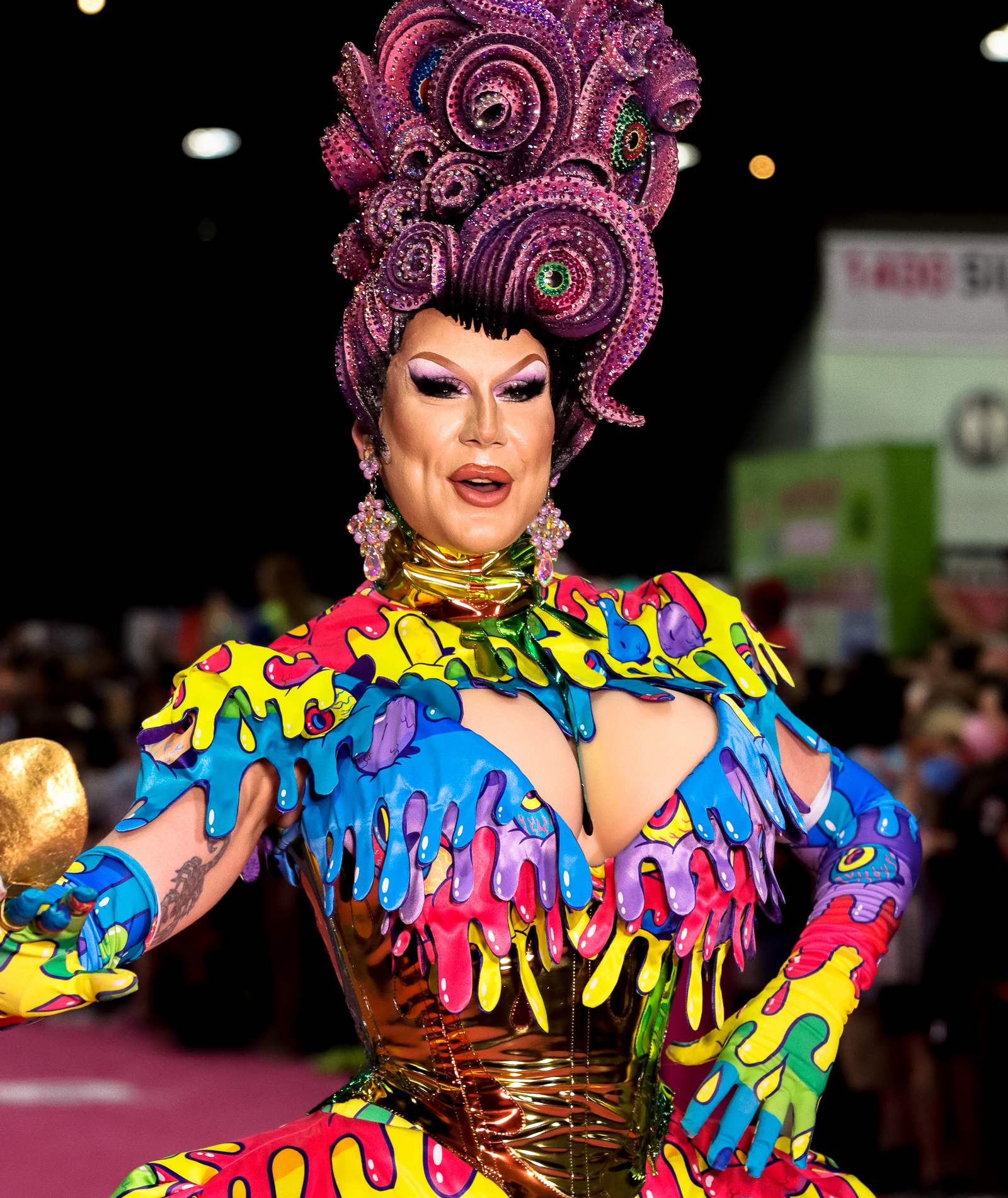
Jimbo, vincitrice dell'ottava edizione di RuPaul's Drag Race All Stars

### Ottava edizione
Il 18 agosto 2022 è stato annunciato che RuPaul's Drag Race All Stars sarebbe stato rinnovato per un'ottava edizione.
Il successivo 20 aprile è andato in onda sul canale ufficiale YouTube dello show l'annuncio del cast della nuova edizione, con la messa in onda pianificata per il 12 maggio 2023.
Viene reintrodotto il format dove la concorrente migliore della puntata, che si scontrerà con una ex "Lip-Sync Assassin" dello show, ovvero concorrenti ricordate nella storia per le loro esibizioni e coreografie durante i playback. In caso di vittoria della concorrente in gara, oltre a 10000 $, riceve il potere di eliminare una delle concorrenti che è andato peggio nella sfida. Altrimenti in caso di sconfitta contro la "Lip-Sync Assassin", saranno tutte le concorrenti tramite votazione a decidere chi eliminare, e i 10000 $ saranno sommati per il playback successivo.
Durante la promozione dell'edizione, venne annunciato inoltre una competizione parallela per il titolo di Queen of the Fame Games dove gli spettatori, nel corso della stagione, avranno la possibilità di eleggere la concorrente con i miglior abiti sfoggiati sulla passerella, che riceverà come premio 50000 $.
Le concorrenti che hanno preso parte alla competizione sono: Alexis Michelle, Darienne Lake, Heidi N Closet, Jaymes Mansfield, Jessica Wild, Kahanna Montrese, Kandy Muse, LaLa Ri, Monica Beverly Hillz, Mrs. Kasha Davis e Naysha Lopez. Ad esse si aggiunge Jimbo, concorrente della prima edizione di Canada's Drag Race e della prima edizione di RuPaul's Drag Race: UK vs the World, diventando la seconda concorrente internazionale a prendere parte ad un'edizione All Stars negli Stati Uniti.

Jimbo, vincitrice dell'ottava edizione ha ricevuto come premio 200000 $, una fornitura di un anno cosmetici della Anastasia Beverly Hills Cosmetics e una corona di Fierce Drag Jewels. Inoltre LaLa Ri, ha vinto il titolo di Queen of the Fame Games e ha ricevuto come premio 60000 $.

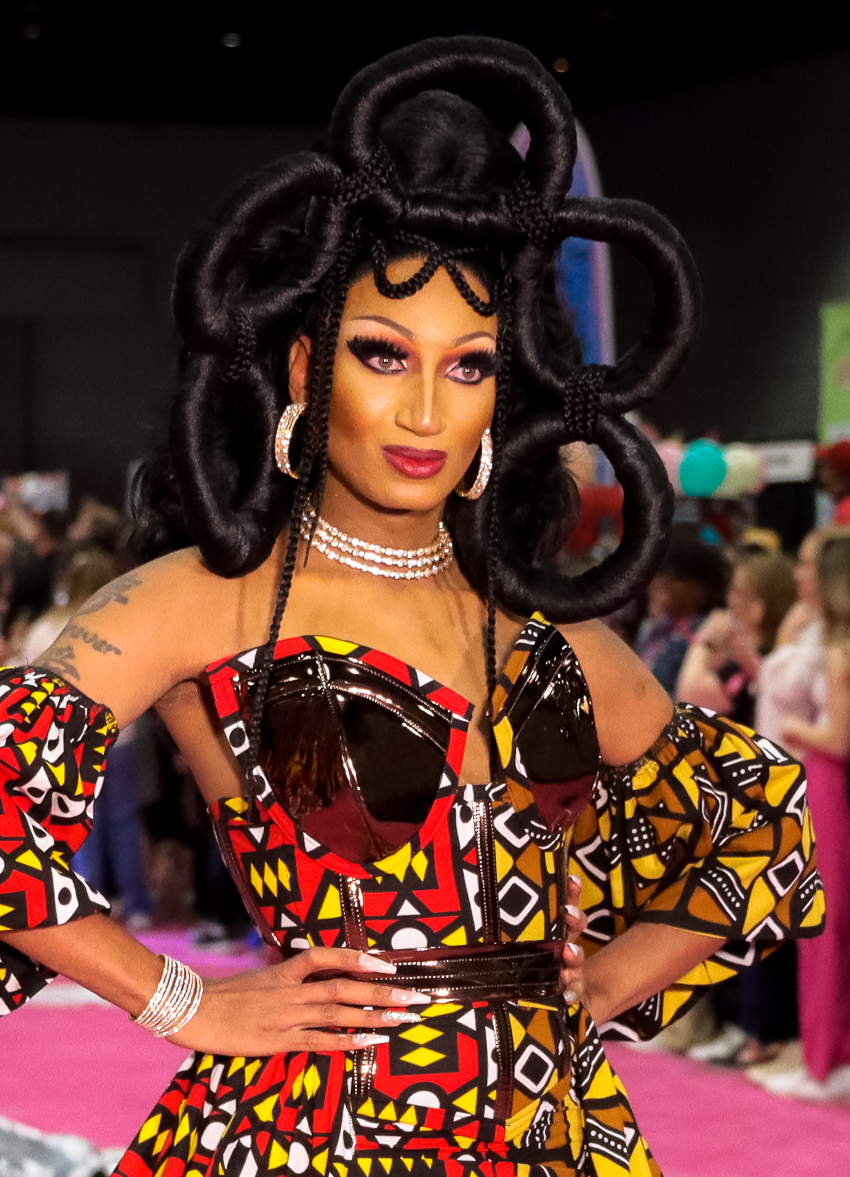
La vincitrice della nona edizione, Angeria Paris VanMicheals

### Nona edizione
Il 21 agosto 2023 è stato annunciato che RuPaul's Drag Race All Stars sarebbe stato rinnovato per una nona edizione.
Il successivo 23 aprile è andato in onda sul canale ufficiale YouTube dello show l'annuncio del cast della nuova edizione, con la messa in onda pianificata per il 17 maggio 2024.
A differenza delle edizioni precedenti, le concorrenti hanno gareggiato per vincere un premio in denaro del valore di 200000 $ da devolvere a un'organizzazione benefica di loro scelta.
Le concorrenti che hanno preso parte alla competizione sono: Angeria Paris VanMicheals, Gottmik, Jorgeous, Nina West, Plastique Tiara, Roxxxy Andrews, Shannel e Vanessa Vanjie.
Angeria Paris VanMicheals, vincitrice della nona edizione ha ricevuto come premio una donazione di 200000 $ per l'ente benefico National Black Justice Collective (NBJC), una fornitura di un anno di cosmetici della Anastasia Beverly Hills Cosmetics, una corona e uno scettro di Fierce Drag Jewels.

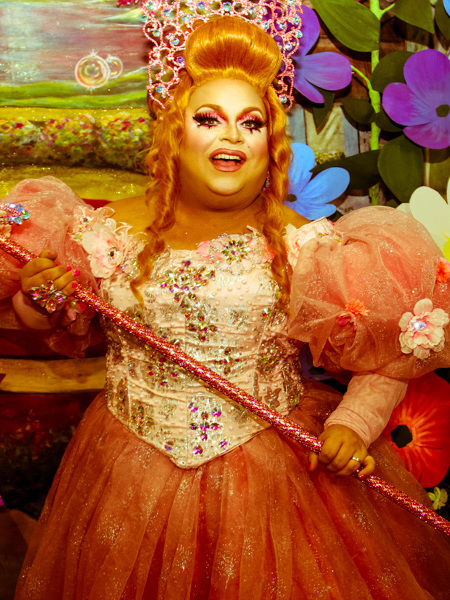
Ginger Minj, vincitrice della decima edizione di RuPaul's Drag Race All Stars

### Decima edizione
Il 16 agosto 2024 è stato annunciato che RuPaul's Drag Race All Stars sarebbe stato rinnovato per una decima edizione.
Il successivo 23 aprile è andato in onda sul canale ufficiale YouTube dello show l'annuncio del cast della nuova edizione, con la messa in onda pianificata per il 9 maggio 2025.
A differenza delle edizioni precedenti, le concorrenti hanno gareggiato in un torneo suddiviso a gironi composto da sei concorrenti ciascuna: ogni settimana vincendo le sfide possono guadagnare punti per accedere alle semifinali, fino a raggiungere le fasi finali del programma per vincere il premio in denaro del valore di 200000 $.
Le concorrenti che hanno preso parte alla competizione sono: Acid Betty, Aja, Alyssa Hunter, Bosco, Cynthia Lee Fontaine, Daya Betty, DeJa Skye, Denali, Ginger Minj, Irene the Alien, Jorgeous, Kerri Colby, Lydia B. Kollins, Mistress Isabelle Brooks, Nicole Paige Brooks, Olivia Lux, Phoenix e Tina Burner.
Ginger Minj, vincitrice della decima edizione ha ricevuto come premio 200000 $, una fornitura di un anno cosmetici della Anastasia Beverly Hills Cosmetics e una corona di Fierce Drag Jewels.

## Concorrenti
Le concorrenti che hanno preso parte al programma nel corso delle sei edizioni sono state (in ordine di eliminazione):
| Edizioni | Vincitrice(i)                   | Finalista(e)                    | 3°                            | 4°                                                     | 5°                                                     | 6°                                                     | 7°                                                     | 8°                                                     | 9°                        | 10°                       | 11°                                                                                                | 12°                                                                                                | 13°                                                                                                | 14°                                                                                                | 15°                                                                                                | 16°                                                                                                | 17°                                                                                                | 18°                                                                                                |
| -------- | ------------------------------- | ------------------------------- | ----------------------------- | ------------------------------------------------------ | ------------------------------------------------------ | ------------------------------------------------------ | ------------------------------------------------------ | ------------------------------------------------------ | ------------------------- | ------------------------- | -------------------------------------------------------------------------------------------------- | -------------------------------------------------------------------------------------------------- | -------------------------------------------------------------------------------------------------- | -------------------------------------------------------------------------------------------------- | -------------------------------------------------------------------------------------------------- | -------------------------------------------------------------------------------------------------- | -------------------------------------------------------------------------------------------------- | -------------------------------------------------------------------------------------------------- |
| 1ª       | Chad Michaels                   | Raven                           | Jujubee Shannel               | Jujubee Shannel                                        | Alexis Mateo Yara Sofia                                | Alexis Mateo Yara Sofia                                | Latrice Royale Manila Luzon                            | Latrice Royale Manila Luzon                            | Nina Flowers Tammie Brown | Nina Flowers Tammie Brown | Mimi Imfurst Pandora Boxx                                                                          | Mimi Imfurst Pandora Boxx                                                                          | | | | | | |
| 2ª       | Alaska                          | Detox Katya                     | Detox Katya                   | Roxxxy Andrews                                         | Alyssa Edwards                                         | Tatianna                                               | Phi Phi O'Hara                                         | Ginger Minj                                            | Adore Delano              | Coco Montrese             | | | | | | | | |
| 3ª       | Trixie Mattel                   | Kennedy Davenport               | BeBe Zahara Benet Shangela    | BeBe Zahara Benet Shangela                             | Morgan McMichaels                                      | BenDeLaCreme                                           | Aja                                                    | Chi Chi DeVayne († 2020)                               | Milk                      | Thorgy Thor               | | | | | | | | |
| 4ª       | Monét X Change Trinity The Tuck | Monét X Change Trinity The Tuck | Monique Heart Naomi Smalls    | Monique Heart Naomi Smalls                             | Latrice Royale                                         | Manila Luzon                                           | Valentina                                              | Gia Gunn                                               | Farrah Moan               | Jasmine Masters           | | | | | | | | |
| 5ª       | Shea Couleé                     | Jujubee Miz Cracker             | Jujubee Miz Cracker           | Blair St. Clair                                        | Alexis Mateo                                           | India Ferrah                                           | Mayhem Miller                                          | Mariah Balenciaga                                      | Ongina                    | Derrick Barry             | | | | | | | | |
| 6ª       | Kylie Sonique Love              | Eureka!                         | Eureka!                       | Eureka!                                                | Trinity K. Bonet                                       | Pandora Boxx                                           | Jan                                                    | A'Keria C. Davenport                                   | Scarlet Envy              | Yara Sofia                | Silky Nutmeg Ganache                                                                               | Jiggly Caliente                                                                                    | Serena ChaCha                                                                                      | | | | | |
| 6ª       | Kylie Sonique Love              | Ginger Minj Ra'Jah O'Hara       |                               |                                                        | Trinity K. Bonet                                       | Pandora Boxx                                           | Jan                                                    | A'Keria C. Davenport                                   | Scarlet Envy              | Yara Sofia                | Silky Nutmeg Ganache                                                                               | Jiggly Caliente                                                                                    | Serena ChaCha                                                                                      | | | | | |
| 7ª       | Jinkx Monsoon                   | Monét X Change                  | Shea Couleé Trinity The Tuck  | Shea Couleé Trinity The Tuck                           | Raja                                                   | Yvie Oddly                                             | Jaida Essence Hall The Vivienne († 2025)               | Jaida Essence Hall The Vivienne († 2025)               |                           |                           | | | | | | | | |
| 8ª       | Jimbo                           | Kandy Muse                      | Jessica Wild                  | Alexis Michelle                                        | LaLa Ri                                                | Kahanna Montrese                                       | Jaymes Mansfield                                       | Heidi N Closet                                         | Darienne Lake             | Mrs. Kasha Davis          | Naysha Lopez                                                                                       | Monica Beverly Hillz                                                                               | | | | | | |
| 9ª       | Angeria Paris VanMicheals       | Roxxxy Andrews Vanessa Vanjie   | Roxxxy Andrews Vanessa Vanjie | Gottmik, Jorgeous, Nina West, Plastique Tiara, Shannel | Gottmik, Jorgeous, Nina West, Plastique Tiara, Shannel | Gottmik, Jorgeous, Nina West, Plastique Tiara, Shannel | Gottmik, Jorgeous, Nina West, Plastique Tiara, Shannel | Gottmik, Jorgeous, Nina West, Plastique Tiara, Shannel |                           |                           | | | | | | | | |
| 10ª      | Ginger Minj                     | Jorgeous                        | Bosco Lydia B. Kollins        | Bosco Lydia B. Kollins                                 | Aja Daya Betty Irene the Alien                         | Aja Daya Betty Irene the Alien                         | Aja Daya Betty Irene the Alien                         | Aja Daya Betty Irene the Alien                         | Mistress Isabelle Brooks  | Cynthia Lee Fontaine      | Acid Betty, Alyssa Hunter, DeJa Skye, Denali Nicole Paige Brooks, Olivia Lux, Phoenix, Tina Burner | Acid Betty, Alyssa Hunter, DeJa Skye, Denali Nicole Paige Brooks, Olivia Lux, Phoenix, Tina Burner | Acid Betty, Alyssa Hunter, DeJa Skye, Denali Nicole Paige Brooks, Olivia Lux, Phoenix, Tina Burner | Acid Betty, Alyssa Hunter, DeJa Skye, Denali Nicole Paige Brooks, Olivia Lux, Phoenix, Tina Burner | Acid Betty, Alyssa Hunter, DeJa Skye, Denali Nicole Paige Brooks, Olivia Lux, Phoenix, Tina Burner | Acid Betty, Alyssa Hunter, DeJa Skye, Denali Nicole Paige Brooks, Olivia Lux, Phoenix, Tina Burner | Acid Betty, Alyssa Hunter, DeJa Skye, Denali Nicole Paige Brooks, Olivia Lux, Phoenix, Tina Burner | Acid Betty, Alyssa Hunter, DeJa Skye, Denali Nicole Paige Brooks, Olivia Lux, Phoenix, Tina Burner |
| 10ª      | Ginger Minj                     | Jorgeous                        | Bosco Lydia B. Kollins        | Bosco Lydia B. Kollins                                 | Kerri Colby                                            |                                                        |                                                        |                                                        | Mistress Isabelle Brooks  | Cynthia Lee Fontaine      | Acid Betty, Alyssa Hunter, DeJa Skye, Denali Nicole Paige Brooks, Olivia Lux, Phoenix, Tina Burner | Acid Betty, Alyssa Hunter, DeJa Skye, Denali Nicole Paige Brooks, Olivia Lux, Phoenix, Tina Burner | Acid Betty, Alyssa Hunter, DeJa Skye, Denali Nicole Paige Brooks, Olivia Lux, Phoenix, Tina Burner | Acid Betty, Alyssa Hunter, DeJa Skye, Denali Nicole Paige Brooks, Olivia Lux, Phoenix, Tina Burner | Acid Betty, Alyssa Hunter, DeJa Skye, Denali Nicole Paige Brooks, Olivia Lux, Phoenix, Tina Burner | Acid Betty, Alyssa Hunter, DeJa Skye, Denali Nicole Paige Brooks, Olivia Lux, Phoenix, Tina Burner | Acid Betty, Alyssa Hunter, DeJa Skye, Denali Nicole Paige Brooks, Olivia Lux, Phoenix, Tina Burner | Acid Betty, Alyssa Hunter, DeJa Skye, Denali Nicole Paige Brooks, Olivia Lux, Phoenix, Tina Burner |

Legenda:
     La concorrente è stata eliminata precedentemente dalla competizione, è tornata e ha continuato nella competizione.
     La concorrente si è ritirata dalla competizione.
     La concorrente si è auto-eliminata dalla competizione.

## Musiche
Quasi tutte le canzoni utilizzate nelle varie edizioni provengono dagli album di RuPaul. Fanno eccezione le canzoni utilizzate per il playback alla fine delle puntate.

### Palcoscenico principale
Le canzoni utilizzate durante la presentazione degli outfit dei concorrenti sono state: 
- Sexy Drag Queen (dootdoot 'doot-swift' Remix) tratto da Sexy Drag Queen (Remixes) - EP (1ª, 2ª e 3ª edizione)
- Super Queen (Runway Remix) tratto da Christmas Party (4ª edizione)
- Be Someone (JROB Remix) tratto da Butch Queen: Ru-Mixes (5ª edizione)
- U Wear It Well tratto da Butch Queen (6ª edizione)
- New Friends Silver, Old Friends Gold tratto da New Friends Silver, Old Friends Gold EP (7ª edizione)
- Who Is She tratto da Mamaru (8ª edizione)
- Hustle That Cat tratto da Essential, Vol. 3 (9ª edizione)

### Altre musiche
Nel corso del programma sono stati rilasciati vari singoli promozionali:
- Read U Wrote U Remix - Alaska, Detox, Katya e Roxxxy Andrews (2ª edizione)[26]
- Sitting on a Secret - Aja, Chi Chi DeVayne, Milk, Morgan McMichaels e Thorgy Thor (3ª edizione)[27]
- Drag Up Your Life - Bebe Zahara Benet, BenDeLaCreme, Kennedy Davenport, Shangela Laquifa Wadley e Trixie Mattel (3ª edizione)[28]
- Kitty Girl Remix - Bebe Zahara Benet, Kennedy Davenport, Shangela Laquifa Wadley e Trixie Mattel (3ª edizione)[29]
- Don't Funk It Up - Gia Gunn, Latrice Royale, Manila Luzon, Trinity The Tuck e Valentina (4ª edizione)[30]
- Errybody Say Love - Naomi Smalls, Monique Heart, Farrah Moan, e Monét X Chang (4ª edizione)[31]
- Super Queen Remix - Monét X Change, Monique Heart, Naomi Smalls e Trinity the Tuck (4ª edizione)[32]
- I'm In Love! - Alexis Mateo, Blair St. Clair, India Ferrah, Jujubee, Mariah Balenciaga, Mayhem Miller, Miz Cracker, Ongina, e Shea Couleé (5ª edizione)[33]
- Clap Back Remix - Jujubee, Miz Cracker e Shea Couleé (5ª edizione)
- Show Up Queen - Eureka!, Ginger Minj, Kylie Sonique Love, Jan, Pandora Boxx, Ra'Jah O'Hara e Trinity K. Bonet (6ª edizione)
- This is Our Country Remix - Eureka!, Ginger Minj, Kylie Sonique Love e Ra'Jah O'Hara (6ª edizione)
- Legends - Jaida Essence Hall, Jinkx Monsoon, Monét X Change, Raja, Shea Couleé, The Vivienne, Trinity The Tuck e Yvie Oddly (7ª edizione)
- Titanic - Monét X Change, Raja, Shea Couleé e Trinity the Tuck (7ª edizione)
- 2-gether 4-ever - Jaida Essence Hall, Jinkx Monsoon, The Vivienne e Yvie Oddly (7ª edizione)
- Money, Success, Fame, Glamour (Glam Rock Remix) - Alexis Michelle, Darienne Lake, Heidi N Closet, Kahanna Montrese, Kandy Muse e Naysha Lopez (8ª edizione)
- Money, Success, Fame, Glamour (Disco Remix) - Jaymes Mansfield, Jessica Wild, Jimbo, LaLa Ri, Monica Beverly Hillz e Mrs. Kasha Davis (8ª edizione)
- Drag Queens Save the World - Angeria Paris VanMicheals, Gottmik, Jorgeous, Nina West, Plastique Tiara, Roxxxy Andrews, Shannel e Vanessa Vanjie (9ª edizione)

Molte concorrenti hanno successivamente continuato con la propria carriera musicale, tra i quali ricordiamo Shangela, Alaska, Aja, Trixie Mattel, Monique Heart, Blair St. Clair e Shea Couleé.

## DVD
- 2013 - RuPaul's Drag Race: All Stars[34]